# David (biblická postava)
Král David (hebrejsky דָּוִד, David nebo také דָּוִד הַמֶּלֶךְ, David Ha-melech – Král David) byl podle Bible druhým Hospodinem pomazaným králem sjednoceného Izraele a panoval asi v letech 1013–973 př. n. l., tedy čtyřicet let. V Písmu svatém příběh krále Davida zaznamenávají První a Druhá kniha Samuelova, První kniha královská a První kniha letopisů. Králem byl David ustanoven po Saulovi asi ve věku 30 let. Je představován jako spravedlivý panovník, uznávaný válečník, básník a hudebník. Právě autorství oslavných veršů Hospodinu, nazývaných žalmy, je Davidovi dodnes přisuzováno. K jeho nejvýznamnějším počinům patří jistě dobytí Jeruzaléma a podmanění si dalších okolních království jako Edóm, Moáb, Ammón a Aram.
David je bohatě zastoupen v postbiblické židovské písemné a ústní tradici a je zmíněn také v Novém zákoně. Ježíš Kristus kritizuje farizeje a vysvětluje Židům, že ho David nazývá svým Pánem: 
Když Ježíš učil v chrámě, řekl: Jak mohou učitelé Zákona tvrdit, že Mesiáš je syn Davidův? Vždyť sám David pravil v Duchu svatém: ‚Řekl Hospodin mému Pánu: Zasedni po mé pravici, dokud ti nepoložím tvé nepřátele pod nohy.‘ Sám David ho nazývá Pánem, jak tedy může být jeho synem?
První křesťané interpretovali život Ježíše ve světle odkazů na Mesiáše a Davida; Ježíš je ústy těžce nemocných osloven jako potomek Davidův v evangeliích Matouše a Lukáše. 
O Davidovi se v Koránu mluví jako o hlavním prorokovi a figuruje také v islámské ústní a písemné tradici. Biblická postava Davida inspirovala po staletí mnoho interpretací v umění a literatuře.

## Život

### Davidovo dospívání
Bůh zanevřel na krále Saula kvůli jeho neposlušnosti a vyslal proroka Samuela k Jišajovi, aby mezi jeho syny nalezl nového krále. Volba padla na Davida.
David byl nejmladší syn Jišaje Betlémského, pocházel tedy z kmene Juda. Dětství trávil jako pastýř stád, kde se také naučil ovládat prak a hrát na lyru. Protože se Bohu zalíbil, nařídil Samuelovi, aby Davida pomazal jako budoucího krále Izraele.
Saul se velmi trápil bolestmi. Jeho služebníci mu doporučili poslat pro Davida, nadaného hrou na harfu. A tak David vstoupil do Saulových služeb a kdykoli krále Saula posedal démon, seslaný od Hospodina, mladík ho osvobozoval hraním na harfu.
Během Saulovy vlády hrozil Izraeli znovu vojenský střet s Pelištejci. David nesl sýr svým starším bratrům, kteří společně se Saulem naslouchali výzvám pelištejského velitele, obra Goliáše z Gatu.
Nikdo z Izraelitů se mu neodvažoval postavit, a proto když David prohlásil, že může Goliáše porazit, Saul mu nejdřív bránil, nakonec ale povolil. David se oproti králově daru rozhodl odmítnout zbroj, (protože v ní nebyl zvyklý), svlékl si pancíř a připravil se na boj po svém. 1. Samuelova 17,40: Vzal si do ruky svou hůl, z potoka vybral pět oblázků, vložil je do své pastýřské torby, do brašny, a s prakem v ruce postupoval proti Pelištejci. (1S 17, 40 (Kral, ČEP)) Goliáš Davidem pohrdal, protože když ho uviděl, neuniklo mu, jak je krásný a mladistvý.
S odvahou zavolal na Goliáše, že ho zabije; a přestože nemohl mít takovou jistotu, souboj vyhrál. Goliáš ho provokoval a posmíval se mu: Pojď, dám tvé tělo ptákům. David se však vysmívat nenechal a rázně prohlásil: Ty jdeš ke mně s mečem a s kopím a se štítem, ale já k tobě jdu ve jménu Boha vojsk! Rouháš se! Obr vstal a blížil se k němu, zatímco David ještě volal na oplátku: To já tvé tělo vydám ptákům a šelmám, aby všichni poznali, že Bůh je v Izraeli. Následně na nic nečekal, a když k němu obr přibíhal, zasáhl ho do hlavy kamenem z praku, a zabil ho. Potom uchopil těžký Goliášův meč a odsekl mu hlavu. Zajistil tak Izraeli velké vítězství, protože sotva to uviděli vojáci Goliášovy kohorty, vydali se na úprk.

### První vavříny slávy a manželství

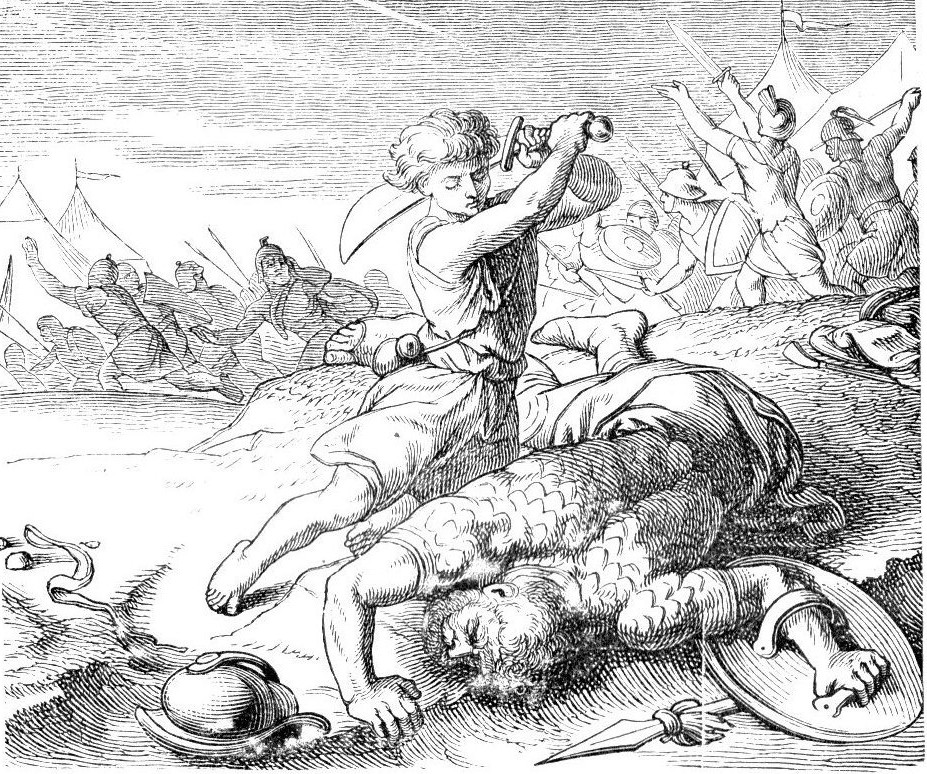
David mrtvému Goliášovi utíná hlavu.

Král Saul přivítal Davida v Jeruzalémě v čele své armády, a ten mu dal darem Goliášovu hlavu.  Zeptal se, když se o všem dozvěděl: Abnere, čí je ten chlapec? Velitel Abner však krále svou odpovědí příliš neuspokojil: Přísahám při tvém životě, pane, že nevím.  — Král mu nabídl za ženu svou dceru Merobu. Nakonec si to však rozmyslel a dal ji za manželku Adrielovi Molatitskému. Mladého Davida ale tajně milovala Saulova další dcera, Míkol.  Králi Saulovi se to doneslo a napadla jej lest. Nařídil sluhům, aby Davidovi oznámili, že se králi zalíbil. Zvítězil nad obrem a jeho popularita mezi lidmi rostla – až do té míry, že Saul začal žárlit, a pokoušel se ho zabít. Nechal mu poslat další vzkaz, že není jenom tak, aby si vzal za manželku dceru krále, ale nemožné to také není. Král od tebe nechce věno, ale splnění úkolu. Potom řekli Davidovi, o jaký se jedná: Sto předkožek Pelištejců, (Filištínů) – aby se král nasytil pomstou. Saul se domníval, že za tohle Davida zabijí. Jemu se však úkol zalíbil. Nezabil jen sto Pelištejců, ale hned dvě stě, a všem odřezal předkožky a přinesl je směle králi Saulovi – v domnění, že Míkol se stane jeho manželkou. Ale král Saul svůj slib dodržel. Když později viděl, jak jeho dcera září nad Davidem láskou, začal ho nenávidět víc než dřív a Saulův syn Jonata z přátelství Davida upozornil na nebezpečí, o němž neměl ani tušení. A tak David uprchl do polí.

### David opakovaně utíká

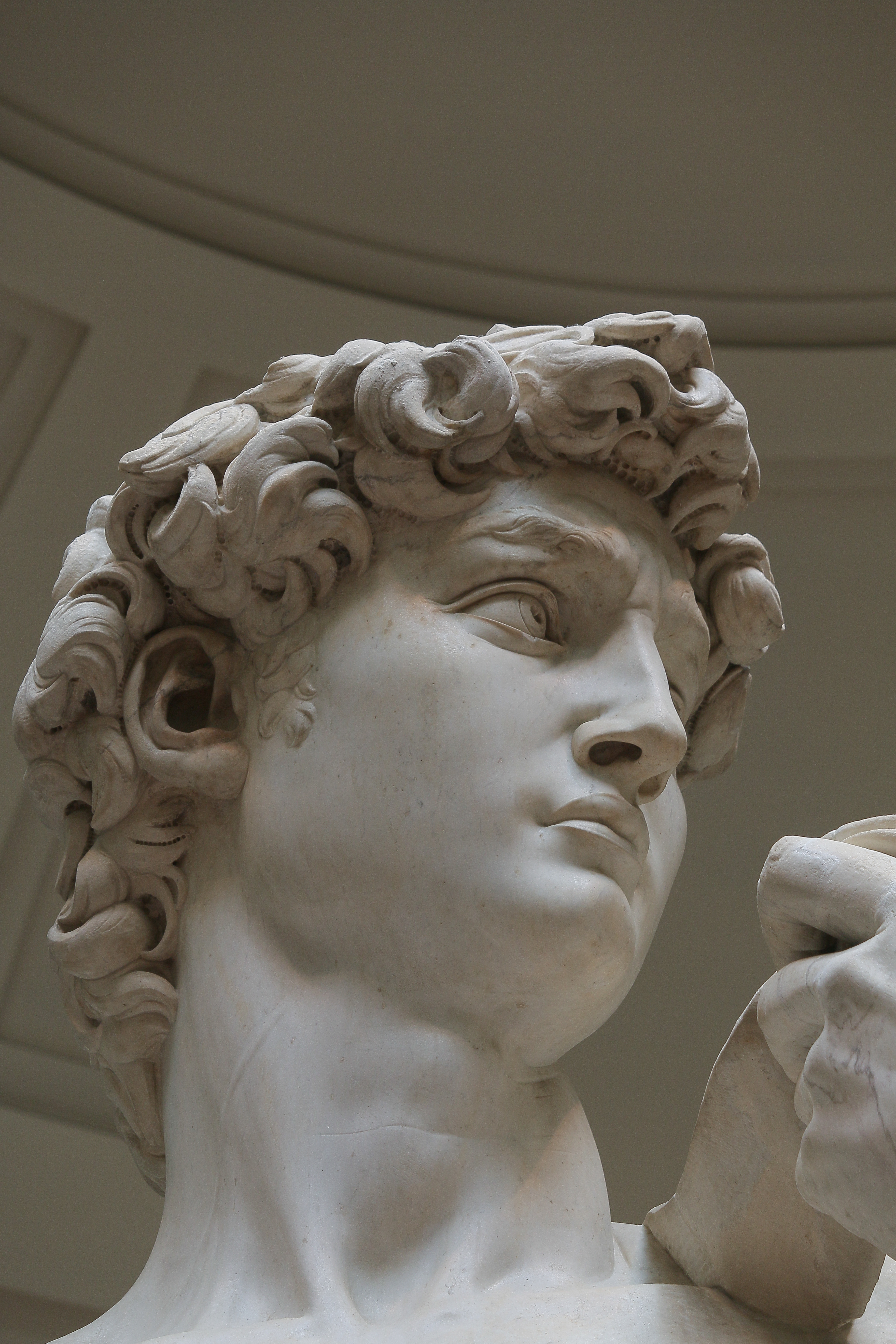
David od Michelangela (Detail), Florence, Galleria dell'Accademia, 1501–1504

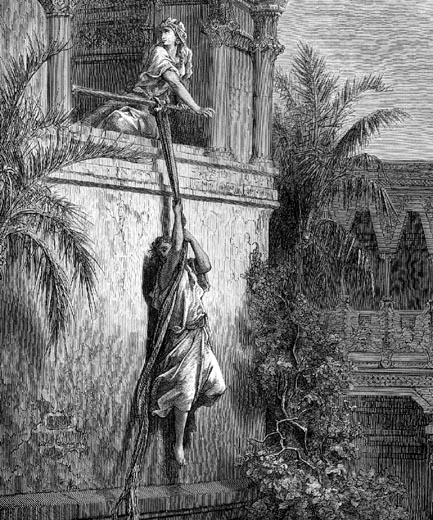
Míkol spouští Davida oknem paláce. Autor: Gustave Doré, 1865

Jonata vyčítal otci Saulovi jeho bezbřehou nevraživost vůči Davidovi, kterého si osobně zamiloval. Na králově dvoře proto Saul nalézal hned dva úhlavní nepřátele z vlastní krve, a to dceru Míkol a syna Jonatana. Oba dva byli velmi blízkými spojenci, sourozenecky sympatizujícími mezi sebou proti otci, na straně Davida. V tutéž dobu se Pelištejci znovu ozvali a za obřízky svých mužů žádali krev. David, skrývající se před pronásledováním teď čelil výzvě: buď se skrývat dál a nebo jednat. Rozhodl se správně a začal Pelištejce krutě zabíjet. Tím si opět získal přístup ke králi. Podle Písma svatého v ten samý čas napadl nenávistného Saula démon a David hrál a hudbou Saula zbavoval trýzně posedlosti. To se mu jako předešle opět dařilo, nicméně ne to, aby ho Saul přestal nenávidět. Při hudbě popadl kopí a snažil se Davida přibodnout ke stěně. Manželka tedy muže varuje a nabádá: Jestli nenutečeš, zítra budeš zavražděn. Saul dal střežit palác, a tak Míkol vymyslela plán a David prchá oknem z jejího pokoje. Otci Míkol lhala, že David onemocněl a leží v posteli, ale Saul zuří a nařizuje, aby ho donesli i s postelí, aby byl usmrcen. Mladík posléze nemá, kam by zamířil a stává se utečencem, ale vzpomněl si na Samuela, a skryje se v Ramě. Král se to dozvídá od špehů, a posílá za ním na koních jednotku zabijáků, když v tom zasáhne vyšší moc. Prorok Samuel v Najotu v Ramě vzývá Boha Izraele a Saulovy posly postihne změna. Ztrácejí úmysl zabít Davida a náhle mluví jako proroci, ovlivněni Božím Duchem. Saul se ale dozvídá, k čemu došlo a posílá další jednotku, leč stane se to samé. Posílá třetí jednotku, a stalo se i jim totéž. Vyhlašuje po Davidovi pátrání a sám se ho účastní, ale i jemu se stane totéž. Bůh postihuje Saula transem a král se veřejně svléká do naha; nahý zůstává ležet na zemi celý den a noc.

### Davidova přátelská ujednání

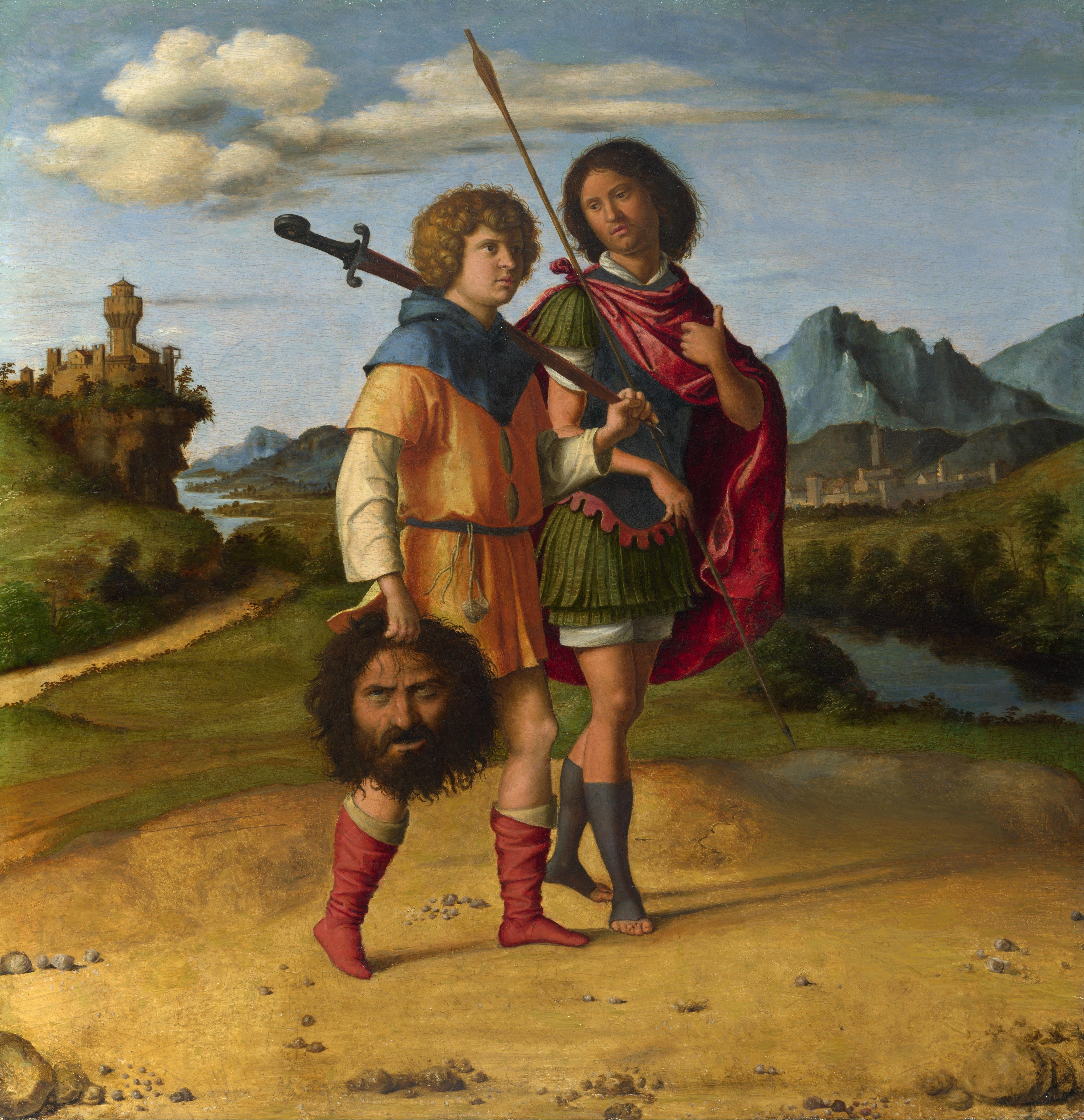
David a Jonatan. Autor: Cima da Conegliano

První Samuelova kniha nám povídá, jak David nikde nenalézá trvalé útočiště. Od proroka Samuela se vypravuje do polí a tráví zde nekonečné dny samoty. Zda se sešel s Míkol, nevíme, ale dceru nechal král určitě hlídat, zatímco na chování chytrého Jonatana nedával bedlivý pozor. Co jsem udělal? ptá se plačtivě králova syna, s nímž se tajně schází v polích. Zítra je tabule, a bude hostina a otec tě chce vidět, soucítí s Davidem a oba přemýšlejí, jak se setkání s králem vyhnout. Řekni otci, že David nemůže přijít, protože se připravuje každoroční obětování za rodinu a musel proto odejít do Betléma, navrhl Jonatanovi. Oba dva následně uzavírají pakt o spolupráci na úkor krále a jeho zájmů Davida zabít. Otec se přede mnou může přetvařovat, ale prozkoumám ho a dám ti vědět. Nato Davidovi přísahal ve jménu Božím. A až se staneš králem místo mého otce, nezabiješ mě. Jonatan si vyžádal Davidův slib, neboť prohlásil: Až Pán začne zabíjet tvé nepřátele, vzpomeň si na mě.  Tak se jejich přátelství upevnilo navždy a David v pozdějších letech života svému slibu dostál. Jonatan rovněž naplnil svůj slib daný Davidovi, protože ho miloval z celého srdce. V následující den hostiny neřekl král nic a byl zádumčivý, avšak dalšího dne si všiml, že David stále není v paláci: Proč David nepřišel, a kde vlastně je? ptal se syna. Je v Betlémě, prohlásil Jonatan podle dohody s Davidem. V tu chvíli však pochopil, že svého otce podcenil. Král Saul vzplál hněvem a Jonatana slovně napadl: Ty čubčí synu! Zrazuješ vlastního otce kvůli tomu bastardovi? Zahanbuješ mě i klín své matky, která tě porodila. Nikdy se nestaneš králem. Přiveď mi ho, ať ho můžu zabít! A co udělal, abys ho zabíjel? křičel na otce. Saul se neovládl. Mrštil po Jonatanovi kopím, aby ho přišpendlil ke stěně. Jonatan uhnul, a zrudlý vztekem odešel z hodovního sálu. Cítil se pokořen až do hloubi duše. Druhého dne ráno odešel na pole a poručil chlapci s lukem, aby vystřelil šíp směrem, kde se David skrýval. Protože šíp místo s ležícím Davidem přeletěl, znamenalo to podle předešlého ujednání, že je v ohrožení života a má utéct ze země. Jonatan volal do dáli a v Davidových uších zůstal sten bolesti: Pospěš si! Jednej rychle a neváhej, nezastavuj se... Malý lučištník neměl ani ponětí, že Jonatan nevolal na něho, když hledal šíp v poli. Jen David a on věděli, že se loučí navždy. A tehdy David přísahal při tváři Boží, že nikdy nezapomene, co pro něho Jonatan učinil, ani na něho a ani na jeho děti.

### Další osudy budoucího krále – David prorokuje umučení Krista

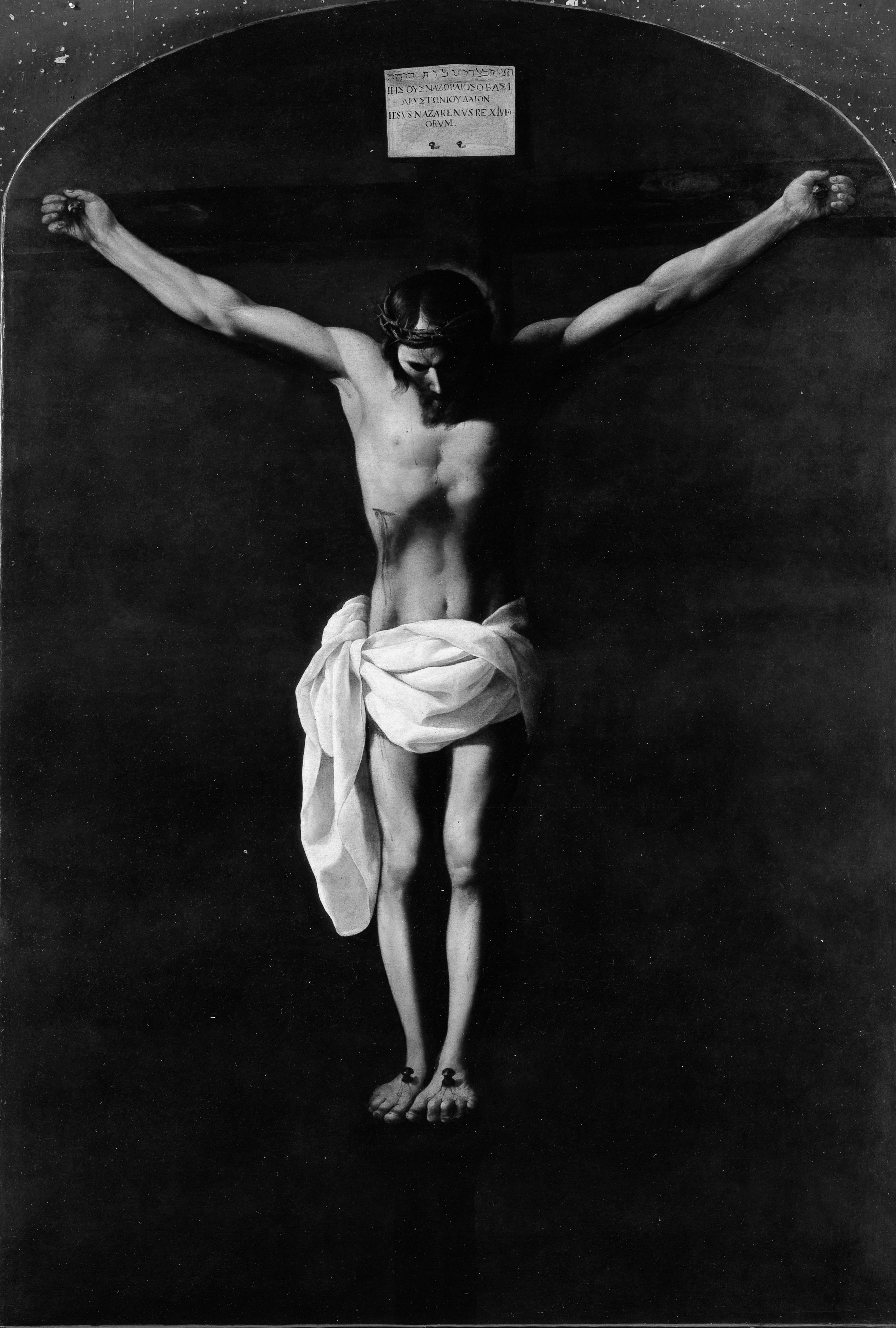
Ukřižování Ježíše Nazaretského. Autor: Francisco de Zurbarán

Od oněch dnů uplynul dlouhý čas a David se skrýval v zemi izraelské před králem a jeho vojáky, kde jen mohl. Následující kroky budoucího vládce zamířily ke kněžím. David použil lest a aby se kněží neobávali, že jednají s někým, koho pronásleduje král, tvrdil, že je s králem zadobře. Měl hlad a v synagóze vystavoval zrovna během sabatu pět chlebů na oltáři, kněz Achimelech. Pokud muži neměli pohlavní styky se ženami, mohou chléb sníst, dovolil mu empatický kněz. Ženy jsou nám vzdáleny, odpovídal mu a Achimelech je svatými oběťmi pohostil. Tato událost byla o staletí později řešena i v Novém Zákoně. Zmínil se o ní Ježíš Kristus, když vysvětloval učitelům Zákona přednost lidských potřeb před zákonným nařízením, ohledně sobotního klidu, za jehož porušení nařizoval Mojžíš trest smrti.
| „ | Jednou v sobotu šel Ježíš obilným polem. Jeho učedníci počali cestou trhat klasy. Farizejové mu řekli: "Hle, proč dělají v sobotu to, co není dovoleno?" I dí jim: "Nikdy jste nečetli, co učinil David, když byl v nouzi a měl hlad on i jeho průvodci? Jak za velekněze Abiatara vešel do domu Božího a jedl předkladné chleby, jež není dovoleno jísti nikomu, leda kněžím, a jak dal i svým průvodcům?" I pravil jim: "Sobota je pro člověka a nikoliv člověk pro sobotu; proto Syn člověka je pánem i soboty." Marek 2, 23-28 | “ |

David si od kněze vyžádal těžký meč Goliáše z Gatu, jímž mu sťal mrtvou hlavu z krku a jejž kněz ukrýval zabalený v přehozu v synagóze. Pronásledován králem se cítil stále ohroženější a tak se rozhodl opustit území izraelského království.  Odešel i se svými muži na území Pelištejců, ke králi Achišovi. Sluhové však krále informovali, že David je legendárním hrdinou a zabil i Goliáše, jenž pocházel právě z území krále Achiše a začal mít obavu. Předstíral tedy, že je duševně nemocný, přičemž v jakémsi prorockém vytržení celých tisíc let před příchodem Krista, maloval na dveře domů malé kříže. Později se tato Davidova prorocká ustrnutí potvrdila, když psal své Žalmy, v nichž Kristovu mučednickou smrt předpověděl a popsal takřka přesně z toho, co se později dozvídáme o Kristu na kříži. Během vytržení mu po vousech stékaly sliny a choval se nepříčetně. Podle náznaku církevního výkladu např. prorok Ezechiel trpěl možnou formou epilepsie, při níž upadal do vytržení a mluvil s Bohem. Z Achišova území David takto odešel a začal žít v adullamské jeskyni. O jeho poustevnickém životě a úkrytu se nějak dozvěděla jeho rodina a protože Saul pronásledoval každého, kdo byl s Davidem spřízněn, přišli za ním otec Jišaj, jeho žena – Davidova matka Nitzevet i starší bratři. Z celého okolí se do jeskyně ubírali lidé dlužící majetek a s nenávistí k Saulovi, a Davida pozvolna opouštěl prorocký duch a opět se navracel ke své bojovnosti. Ustanovil vojenský oddíl v počtu čtyř set mužů a odešel do Micpe v Moabu. Krále země požádal: Nech prosím mou maminku i otce bydlet u sebe, sám nemám tušení, co se se mnou stane.  Král mu vyhověl a rodiče Davidovy i jeho samého ponechal v Moábu na přísně utajeném místě.

### Spor mezi kmeny a masakr za pomoc Davidovi

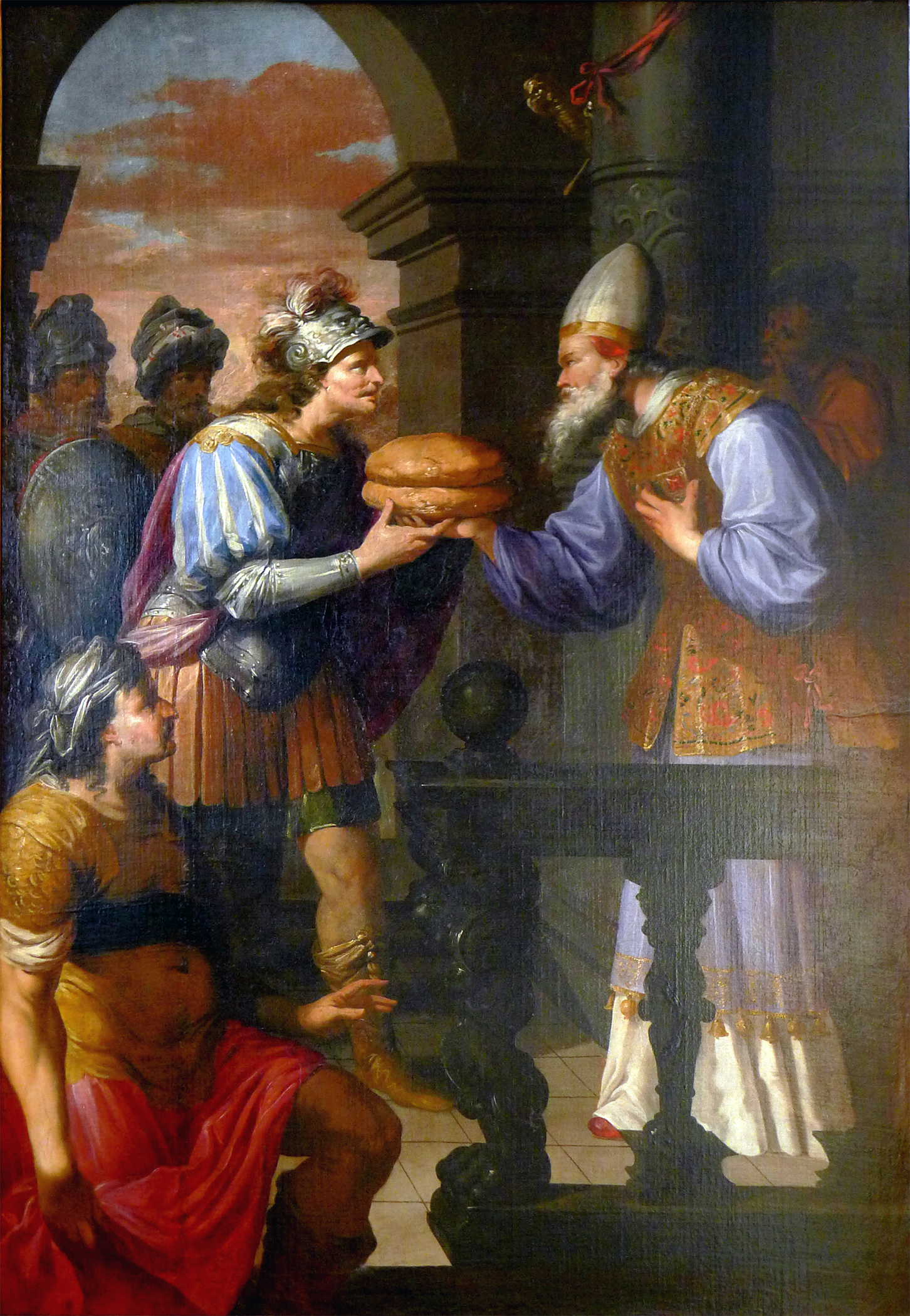
Nobský kněz Achimelech dává Davidovi a jeho mužům pět chlebů předložení. Z: Église Notre-Dame-des-Blancs-Manteaux tableau – Paris

Král se o Davidově úkrytu opět bezpečně dozvěděl. Seděl na výšině v Gibeji pod tamaryškem a hledal oporu v nelítostném pronásledování mladíka, aniž bral ohled na Míkol, svou dceru a zároveň jeho ženu. Rozhodl se zapůsobit na city svých soukmenovců a apeloval na to, že jeho věrní pocházejí z kmene Benjamín, zatímco David je Judovec. Benjamínovci, naslouchejte svému králi, zvolal k nim. Zaopatří vás a vaše blízké David? Rozdá vám pole a vinice? Jmenuje každého z vás velitelem tisíce dalších vojáků a nebo stovek? Všichni jste se spikli proti mně a nikdo z vás nebere ohled na to, že můj vlastní syn, má krev, povýšil mého sluhu nade mne. A pohan sloužící v Saulově vojsku, Doeg z Edomu, byl zrádcem, kterého Saul potřeboval.  Já jsem viděl Jišajova syna, jak přicházel do Nobu. K Achimelechovi. Tím vydal kněze Achimelecha jisté smrti. Dal Davidovi i meč Pelištejce Goliáše a zásoby jídla. Saul vydal poté příkaz k zatčení kněze i celé jeho rodiny. S tím se však po Doegově udání nespokojil a nechal zatknout i všechny kněze v Nobu. Po předvedení kněze uskutečnil výslechy a Achimelech se obhajoval s apelem na přednostní vlastnosti Judova kmene, zatímco Saul byl z kmene Benjamín. Kdo je mezi všemi tvými sluhy tak věrný jako umí být David? Kdo je tak ctěný ve tvém vlastním domě? Nemodlím se za něho jen dnes, ale už dlouho! To byla poslední Achimelechova slova. Krátce nato vydal král příkaz vojákům, obklopujícím zadržené, aby byli povražděni. Jenomže otroci krále Saula náhle zmalomyslněli, a obávali se zabít služebníky Boží. Král tedy pochopil, že jsou to zbabělci a opět se našel Doeg, kdo byl králi věrný až za hrob. Saul mu řekl: Zabij je, všechny! Doeg neváhal ani vteřinu a uposlechl králův příkaz. Sekal mečem jednoho za druhým, nastoupeným v řadě, až dokud je všechny nepovraždil. Bylo jich osmdesát pět. Král se však spokojen necítil. Vydal rozkaz svému vojsku a tentokrát všichni se strachem uposlechli. Vydali se pod vedením krále Saula na město Nob, z něhož kněží pocházeli a kde byli zadrženi. Po vstupu do města vydal nekompromisní rozkaz. Zněl: Zabít každého, včetně žen a dětí, včetně domácích zvířat, dokud nezůstane město bez jediného obyvatele. Vojáci rozkaz splnili. Město Nob bylo mečem vyhlazeno. Zachránil se jen jediný člověk, syn kněze Achimelecha Abjatar, který stihl utéct.

### Válka s Pelištejci a Davidovo hrdinství

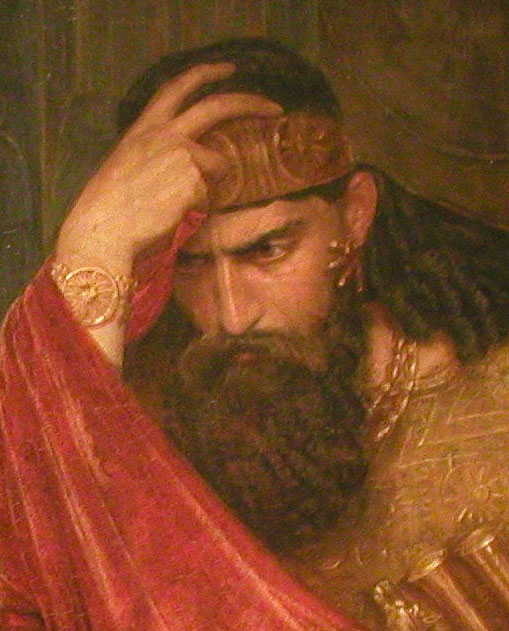
Král Saul. Autor: Ernst Josephson

Po ohlášení zprávy, že vypukla válka o Keilu, král Saul vyčkával. Byla to příležitost. Lidé v Keile ho nezajímali. Věděl, že David se svými muži nepotlačí nutkání bojovat o každého z nich a tím ho dostane, kam potřebuje. Stejnou zprávu dostal i on a neváhal ani na minutu. Modlil se k Bohu a v jeho srdci se zrodila odpověď: Zachráníš Keilu, jdi! Jeho muži však váhali a tušili past. Modlil se tedy znovu a jeho odhodlání se ještě posílilo. Vytáhli na pomoc Keile a cestou odháněli pasoucí se zvířata. David s malou skupinou svých bojovníků rozdrtil Pelištejce na prach. Město i většina jeho obyvatel unikla smrti právě včas, David se stal zachráncem a lidé ho oslavovali. Saul vyčkával a oznámili mu, že David Keilu zachránil. A ihned řekl: To je dobře. Vešel do města odkud není úniku. Teď nastala ta pravá chvíle. Celé město zničte. Sotva se Saul vypravil k městu, David pohotově vycítil nebezpečí a mobilizoval všechny své muže i obyvatele. Těsně před obležením města královým vojskem se mu podařilo Keilu opustit. Šest set mužů se na pochodu nezastavilo, až dokud nebezpečí nebylo zažehnáno. Majitelé půdy však zapomněli, že David je ušetřil ztrát na zvířatech a byli ochotni vydat ho králi. Král se od špehů doslechl, že David v Keile není a na město zastavil tažení. Skryli se před Saulem v pustině, na nepřístupných místech vysoko v horách u Zifu, poblíž Choreše. Není zřejmé, jak se o úkrytu dozvěděl Jonatan, ale vydal se do Choreše a setkal se po dlouhém čase s Davidem. Ujistil ho svým pokračujícím přátelstvím a poté se vrátil domů. Obyvatelé Choreše však podlehli obavám, že ukrývání Davida pro ně bude mít nedozírné následky a tak se bez jeho vědomí vydali za králem. Skrývá se tam, u Zifu, blízko nás na opuštěném místě u pahorku Chakila, napravo od Ješimonu, upřesnili králi. Potom se nabídli, že ho králi vydají. Král jejich příkladné chování ocenil a pověřil je spoluprací na Davidově dopadení. Obhlížejte to místo a každý, kdo ho uvidí, ať o tom podá hlášení. Zjistěte mi jeho přesnou polohu, kde se skrývá. Jakmile budu mít jistotu, vtrhneme tam. Saul vydal příkazy a dodal pro vojáky: Pokud uteče, budete po něm pátrat ve všech městech Judeje! Hned nato jednotky vyrazily k Zifu, aby vojáci Davida zatkli. Obklíčili udané místo hory, ale David se s muži přemístil na opačnou stranu. Opět se mu podařilo utéct a nalezl úkryt v obtížně dostupných místech En-gedi.

### Saul se usmiřuje s Davidem na skále kozorožců

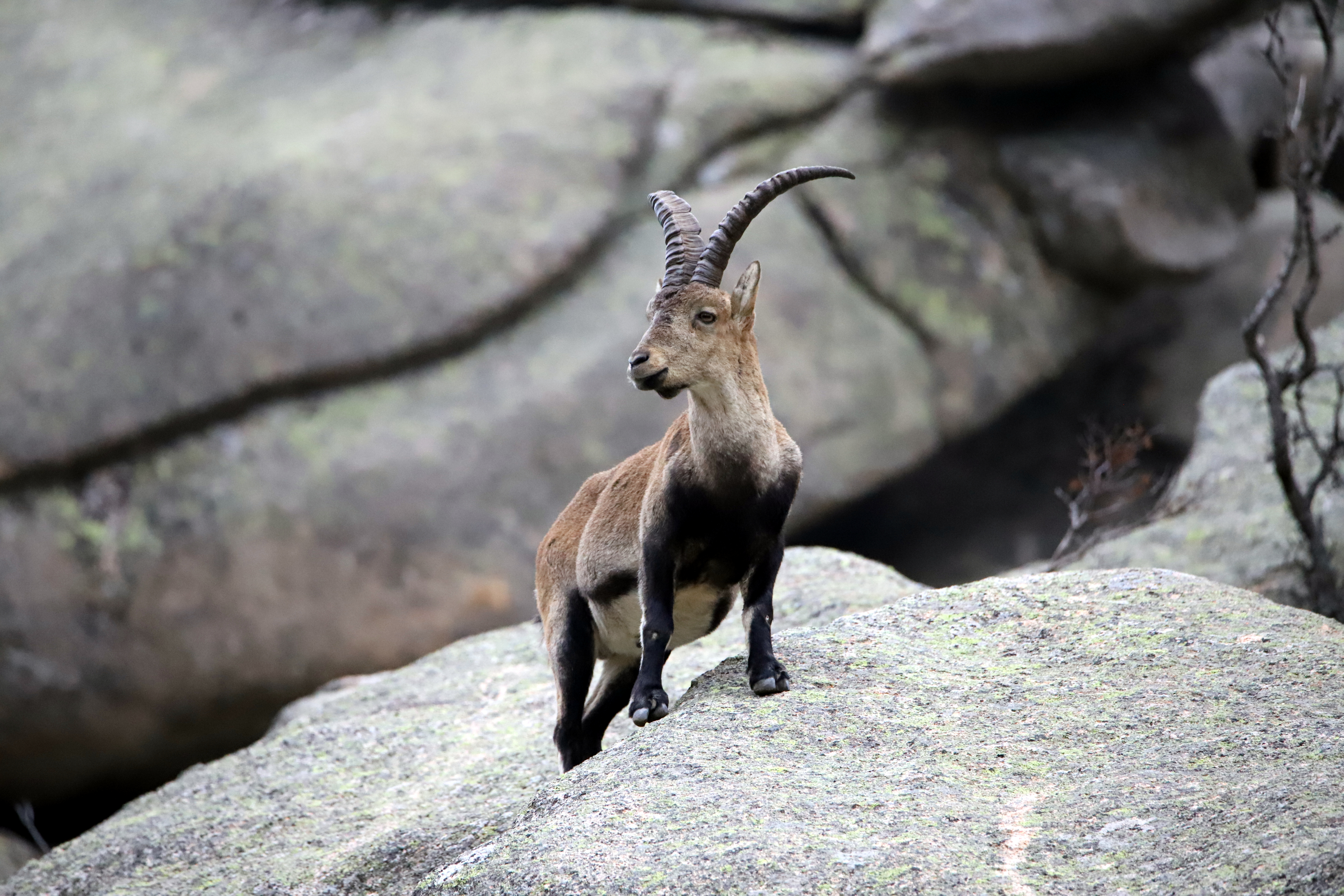
Kozorožec na skále. Autor: Thomas Holbach

Bývaly tam kamenné ovčince. Podél cesty v jeskyni až v nejhlubší části vzadu, seděli tiše David a jeho muži, když král Saul s třemi tisíci svých vojáků projížděli na koních, a zastavili se. Saul vešel dovnitř a uvelebil se, aby vykonal potřebu. Jeden z mužů Davidovi šeptal: Dnes ti Hospodin krále vydal a můžeš ho zabít. David nic neřekl, ale vzal si nůž. Připlížil se zezadu ke králi a odřízl mu cíp pláště. Potom se odplížil zpátky ke svým mužům do nitra jeskyně. Oznámil jim, že Saula zabít nechce: Je pomazaný olejem a je to můj pán. Nato reagovali muži hněvem a sami usilovali krále zabít, ale David jim zabránil a shluk rozehnal. Král vykonal potřebu a opouštěl jeskyni, nasedl na koně a vojsko se vydalo na cestu. David z jeskyně po chvíli uvažování vyběhl, a zavolal na krále: Můj pane, můj králi! Saul zastavil koně a otočil se k volajícímu muži, kterého z té dálky nepoznal. David volal: Proč nasloucháš pomluvám, že ti chci ublížit? Nikdy bych to neudělal. Podívej, – ukázal mu v napřažené ruce kus látky z králova oděvu, jejž v jeskyni uřízl: Tohle je z tvé vzácné vesty bez rukávů. Vidíš? Nezabil jsem tě. Pochop, že vůči tobě nemám špatné úmysly, zatímco ty mě pronásleduješ. Ať Hospodin soudí, co zamýšlíš a pomstí mě, protože já na tebe ruku nevztáhnu. David pozvedl hlas a zdálo se, že naříká: Za kým se to honíš, můj otče, za mrtvým psem? Za jednou blechou? Bůh mě osvobodí z tvé ruky, on je soudcem, jenž povede právo až do konce. Jeden z mých mužů chtěl, abych tě sprovodil ze světa, ale já jsem jim zabránil, vždyť jsi můj král. – Vojáci byli zděšeni. Král mlčel a naslouchá muži, po němž z jeho příkazu pátrají roky, měsíce, týdny – a bez odpočinku celé dny i noci, a nedává jim rozkazy, aby ho zabili. Když král uviděl kus vesty odřízlé v jeskyni, pochopil, že v tuto chvíli žije jen z lásky tohoto muže. Odpověděl: Je to tvůj hlas, můj synu, Davide? Král skutečně plakal. Jsi spravedlivější než já ..., ty jsi mi prokázal tohle dobro, vždyť já bych tě neušetřil. Bůh ti mě vydal, dodal a uvědomil si hořce Saul, že Davidovo milosrdenství mu dokazuje jeho spravedlivost a vzácnost. Ať tě Hospodin odmění dobrem, ať ty jsi králem – a zcela jistě budeš kralovat! Vojáci mlčeli, král ale mluvil dál. Pokračoval: Ale přísahej mi nyní, že až jednou přijde čas tvé slávy a moci, nezabiješ mé děti. Že nezneuctíš mé jméno. David ke králi zavolal: Při jménu živého Boha, tak ti králi, přísahám!

### Davidova vláda

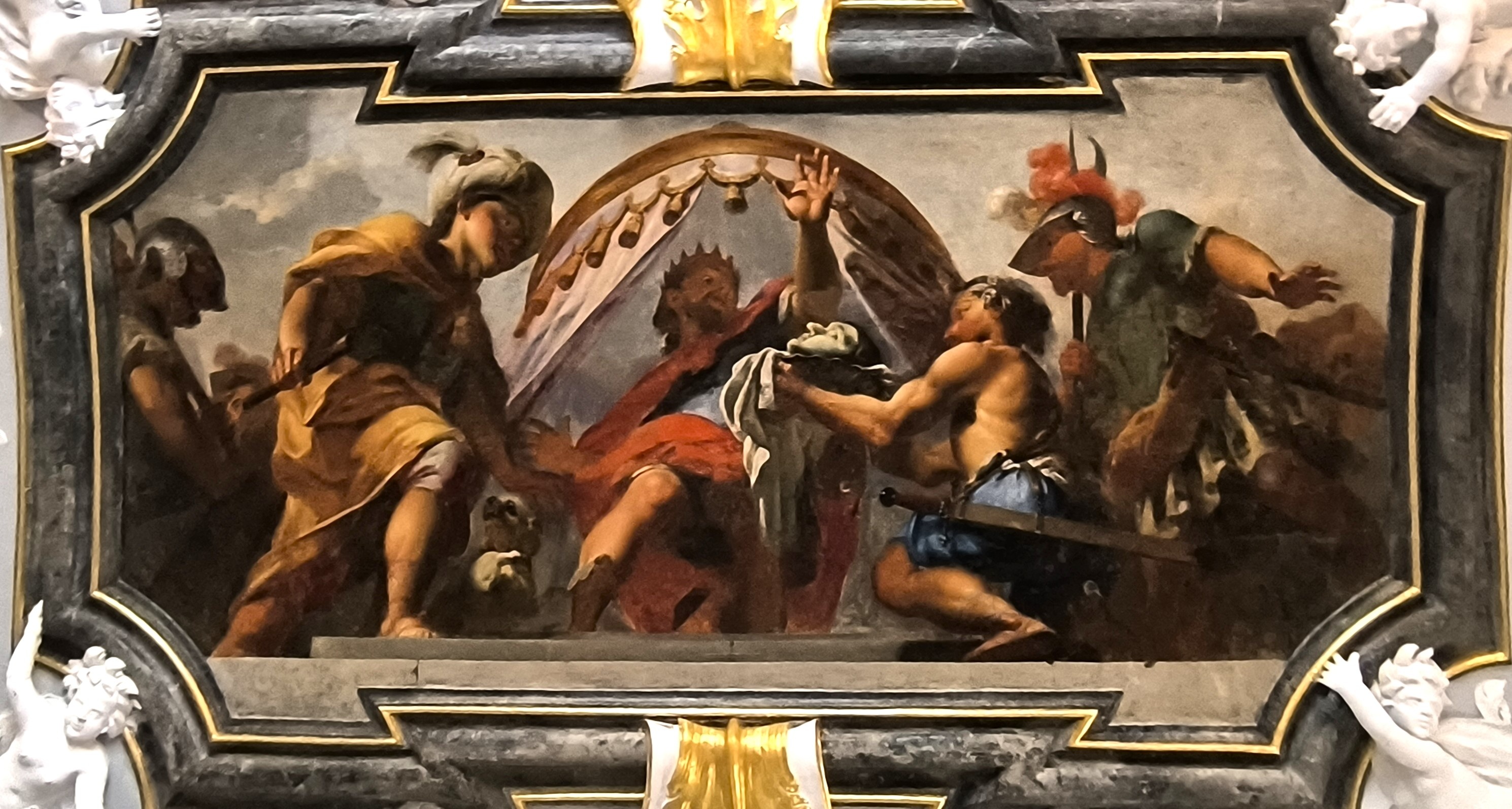
Petr Brandl: Králi Davidovi přinášejí uťatou hlavu jeho syna; zámek Chyše, (1699)

Jedním z nejvýznamnějších činů krále Davida bylo dobytí Jeruzaléma na Jebúsejcích. David si také podmanil okolní království Edóm, Moáb, Ammón a Aram. Zajímavá je také jeho tolerance Saulových potomků. Samozřejmě, ani David nebyl dokonalý. Dopustil se cizoložství s Batšebou, které se pokusil zakrýt úkladnou vraždou jejího muže, Chetejce Urijáše. Z obou činů byl usvědčen prorokem Nátanem. První dítě, které se Davidovi a Batšebě narodilo, zemřelo sedmý den po porodu. Druhým dítětem byl Šalomoun, Davidův nástupce. Největším nebezpečím pro Davidovu vládu se stala vzpoura jeho syna Abšaloma, který dokonce obsadil Jeruzalém. Pří potlačování vzpoury byl Abšalom zabit. David pak předal vládu Šalomounovi a zemřel.

### Davidovská dynastie a rozkol království

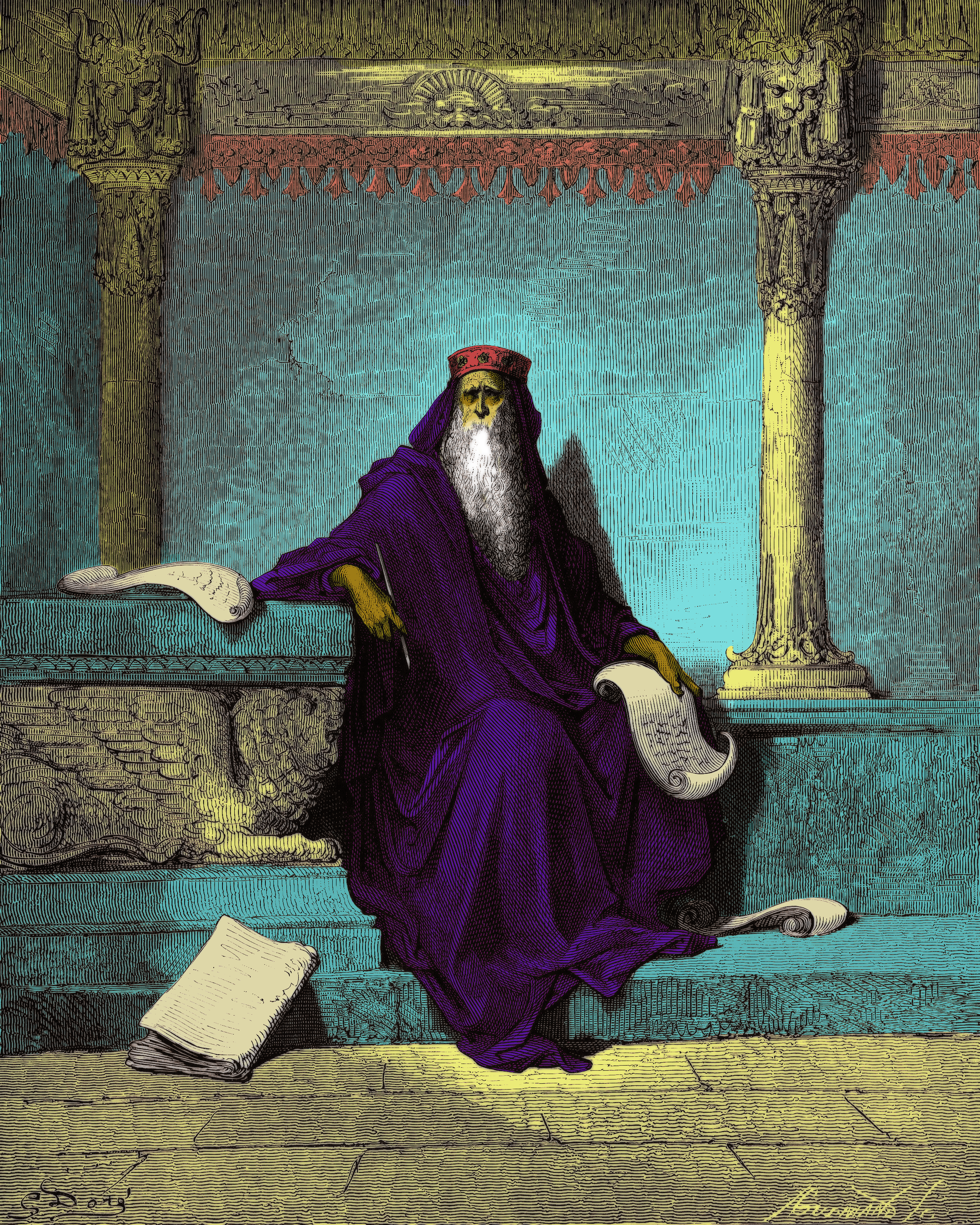
Král Šalomoun ve stáří, syn Davidův. Gustave Doré (1866)

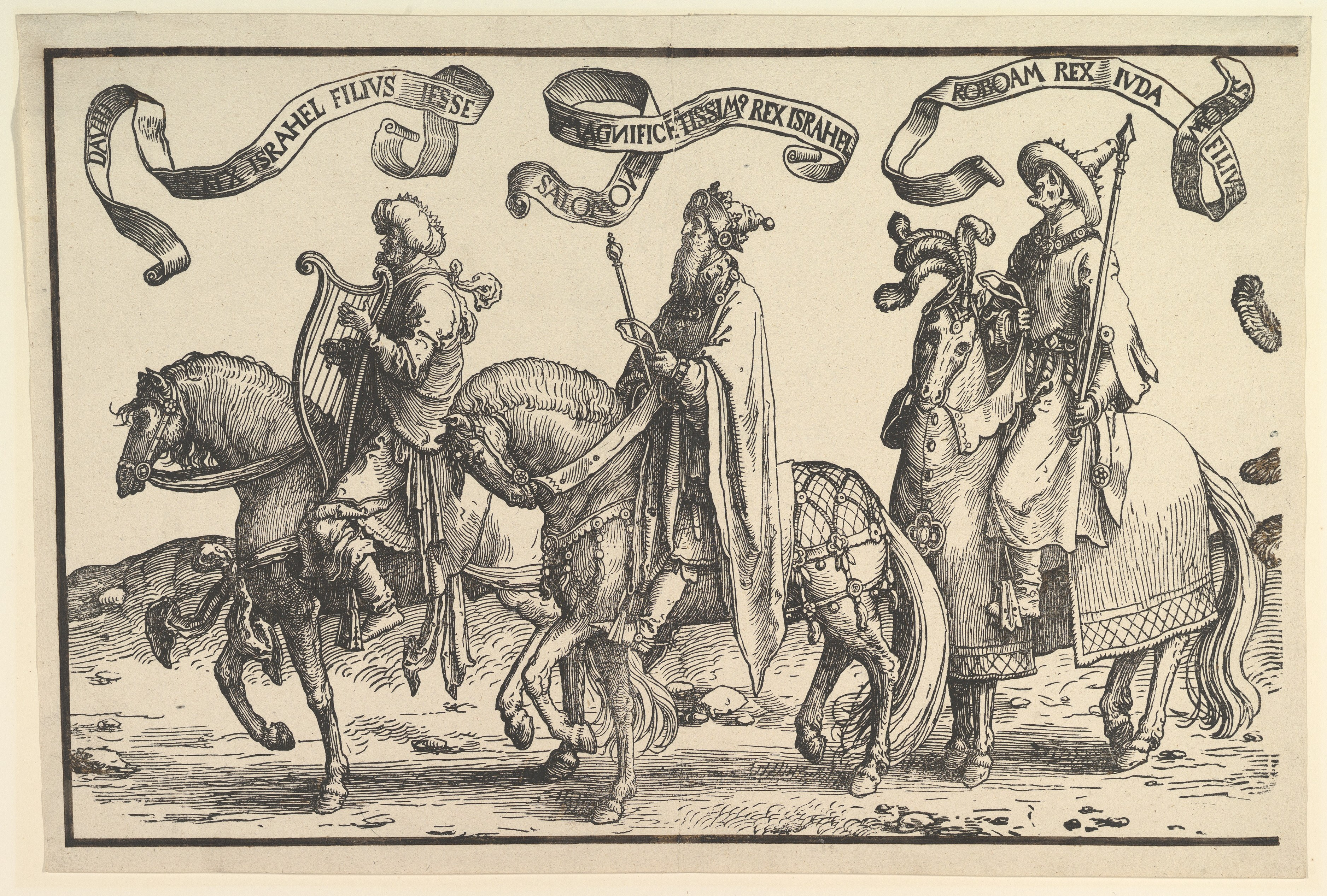
Tři králové: David, Šalomoun a Rechoboám. Autor: Lucas van Leyden / Jacob Cornelisz van Oostsanen

Období prvních tří králů je významným obdobím izraelských dějin. Jsou to postavy, o kterých se říká, že byly při pomazání na krále uchváceny Hospodinovým duchem. Byly zřetelným „zviditelněním“ Boží vlády. Ale i toto období má svůj konec. — V následujících obdobích byli již králové nejen z Davidovy dynastie, počínaje Šalomounovým sluhou Jeroboámem. Tak se započalo rozdělování izraelského království. Když však král Šalomoun zemřel, začal vládnout jako král jeho syn Rechoboám. Ukázal se hned z počátku jako špatný král, jenž si svým chováním znenáviděl všechny. Před vzbouřením nespokojených obyvatel země uprchl do Jeruzaléma, a situaci využil právě Jeroboám, dříve sluha Šalomounův, prohlášený králem. Rechoboám ihned zapojil všechny síly, aby království vrátil sobě, tedy do rukou vnuka Davidova a zachoval tak dynastii králů po svém dědovi. Jeroboám se zatím velmi bál, že Rechoboámovi se podaří naklonit si lidi, a království se vrátí davidovské dynastii. Promluvil tedy ke shromáždění – a nabídl mu, aby jako kdysi dávno velekněz Áron obětoval zlatému telátku, které velekněz Áron prohlásil za boha; a Jeroboám zhotovil hned dvě. Dav nevěrný Davidovu domu uposlechl a začal sloužit telátkům. Tím si ho získal. Rozdělení Izraelců mezi Davidova potomka Rechoboáma a sluhu jeho syna Šalomouna Jeroboáma, kvetlo. Tím pokračovala špatnost stárnoucího Šalomouna, po jehož smrti lid Izraele začal následovat bohy a zbavovat se své odpovědnosti před Tím Jediným, Mojžíšovým.
Před vyvolením Saula vládli Izraeli soudci, a izraelským Králem byl jen sám Bůh, avšak lid ho zavrhl a přál si mít králem člověka, jako mají i ostatní národy.  Následující panovníci po smrti Šalomouna budou tedy většinově špatnými vládci, o kterých svatopisec bude dál vyprávět. Dělali to, co je zlé v Hospodinových očích. Někteří z těch, kdo zastupovali Boha na zemi, a konče vládou Šalomounovou, jenž urazil ve stáří Boha, měli být prostředníky Božího panování, se stávali svůdci, odvádějícími Izrael k modlám, daleko od Hospodina.[zdroj?]